# 矢崎源九郎
矢崎 源九郎（やざき げんくろう、1921年（大正10年）3月26日 - 1967年（昭和42年）2月23日）は、日本の言語学者、北欧文学者、翻訳家。善隣外事専門学校教授、大阪外事専門学校教授、東京教育大学助教授。

## 経歴
1921年、山梨県生まれ。静岡県、東京府と各地を移りながら幼少期を過ごし、成城高等学校に入学。高等学校卒業後は東京帝国大学言語学科でビルマ語を専攻した。1943年に東京帝国大学を卒業し、副手となった。1944年、善隣外事専門学校教授に着任。1945年からは大阪外事専門学校教授。
戦後の1950年、東京教育大学助教授となった。1966年、胃がんの手術を受ける。翌1967年2月16日に教授に昇進したが、その7日後に45歳で死去した。

## 受賞
- 1961年：産経児童出版文化賞大賞。『世界童話文学全集』を翻訳した功績に対して。
- 1965年：産経児童出版文化賞大賞。『アンデルセン童話全集』の翻訳した功績に対して。

## 研究内容・業績
- アンデルセン、イプセンなど北欧の作家の翻訳のほか、イタリアのアミーチスを訳した。
- ポール・アザールの『本・子ども・大人』の翻訳は児童文学界に影響を与えた。

## 家族・親族
- 長男：矢崎滋は俳優。

## 著作

### 著書
- 『王さまとうぐいす』（講談社） 1955
- 『イタリア語の話』（大学書林、語学文庫） 1959
- 『これからの日本語』（三笠書房） 1960
- 『外来語の履歴書』（角川新書） 1961
- 『話題が豊かになる外来語典』（講談社ミリオン・ブックス） 1963
- 『日本の外来語』（岩波新書） 1964
- 『世界のことわざ 民族の知恵』（社会思想社、現代教養文庫） 1965
- 『世界の民話』（社会思想社、現代教養文庫） 1966
- 『外来語小事典』（社会思想社、現代教養文庫） 1970

### 共編著
- 『子どもに聞かせる世界の民話』（編、実業之日本社） 1964
- 『世界文学入門』（編、三笠書房） 1964
- 『愛は永遠に』（編、三笠書房） 1965
- 『芸術家の名言』（編著、実業之日本社、実日新書カルチュア） 1966
- 『子供に読ませたい本』（神宮輝夫共編著、社会思想社、現代教養文庫） 1966

### 翻訳
- 『アンデルセンの童話 1』（青峯書房） 1947
- 『美しき水の精の物語』（フーケー、アテネ出版社） 1949
- 『大工の子イエス』（S・L・ファーズ、神田盾夫共訳、中央公論社） 1950
- 『アンデルセン童話選集』全5巻（国民図書刊行会） 1949 - 1951
- 『絵のない絵本』（アンデルセン、新潮文庫） 1952
- 『ここに薔薇ありせば』（ヤコブセン、岩波文庫） 1953
- 『人形の家』（イプセン、新潮文庫） 1953
- 『アンデルセン童話集』全3冊（山室静共訳、新潮文庫） 1952 - 1953
- 『ニールスのふしぎな旅』（セルマ・ラーゲルレーヴ、岩波少年文庫） 1953 - 1954
- 『グリム童話全集 1』（河出書房） 1954
- 『野鴨』（イプセン、新潮文庫） 1954
- 『ピノッキオ』（コッロディ）、のち新潮文庫 1956
- 『青い森の小人たち』（フランチェスキーニ、同和春秋社、わたくしたちの世界名作童話全集5（南欧篇）） 1955
- 『民衆の敵』（イプセン、新潮文庫） 1956
- 『ゆかいなヤンくん』（ツウィルクメイエル、岩波少年文庫） 1956
- 『ジャンニーノのいたずら日記』（ヴァンバ、講談社） 1956
- 『ゆかいなインゲルちゃん』（ツウィルクメイエル、講談社） 1957
- 『本・子ども・大人』（ポール・アザール、横山正矢共訳、紀伊国屋書店） 1957
- 『クオレ 愛の学校』（エドモンド・デ・アミーチス、角川文庫） 1957
- 『愛の悲しみ ヴィクトリア』（クヌート・ハムスン、角川文庫） 1957
- 『アンネお嬢さん』（バルブラ・リング、秋元書房） 1957
- 『クララ・シューマン物語』（クヴェドナウ、実業之日本社） 1958
- 『フランダースの犬』（ウィーダ、実業之日本社） 1958、のち角川文庫
- 『まごころ』（デレッダ、講談社、少年少女世界文学全集38（南欧・東欧編1）） 1960
- 『蝶々夫人』（イタリア歌劇名作集、角川文庫） 1960
- 『音楽のふるさと 音楽での偉大な瞬間』（レジナルド・ネッテル、同和春秋社） 1961
- 『日向が丘の少女』（ビョルンソン、講談社、少年少女世界文学全集37（北欧編）） 1961
- 『東南アジア民話』（講談社、少年少女世界文学全集42（東洋編）） 1961
- 『剛勇グレティル物語』（講談社、少年少女世界文学全集3（古代中世編）） 1962
- 『アンデルセン自伝』（講談社、世界ジュニアノンフィクション全集） 1962
- 『青二号 - とびだせ』（レイフ・ハムレ、講談社、少年少女新世界文学全集27（北欧現代編）） 1964
- 『ムーミン谷は大さわぎ』（トーベ・ヤンソン、偕成社） 1965
- 『オクスフォード世界の民話と伝説 10（アフリカ編）』（キャスリーン・アーノット、講談社） 1965
- 『愛と悲しみと時 = ストリンドベルイ』（F・ストリンドベルイ、角川書店、世界の人間像17） 1965
- 『南欧のむかし話』（研秀出版） 1966
- 『そらとぶおしろ ギリシアむかし話』（偕成社） 1966
- 『花嫁の冠』（ウンセット、中央公論社、世界の文学） 1966
- 『長くつ下のピッピ』（リンドグレーン、講談社、世界の名作図書館） 1966
- 『アラビアン・ナイト 東洋古典』（講談社） 1967
- 『世界恋愛詩集』（星野慎一共訳、三笠書房、世界の名詩集） 1968
- 『ドイツ・北欧の民話』（星野慎一共著、さ・え・ら書房、世界民話の旅） 1970